# Dollaro taiwanese
Il nuovo dollaro taiwanese, in cinese tradizionale 新臺幣,(codice: TWD; simbolo: NT$, abbreviato anche in NT) è la valuta ufficiale di Taiwan. Il nuovo dollaro taiwanese è la valuta dell'isola di Taiwan dal 1949, quando ha sostituito il vecchio dollaro taiwanese, al cambio di 40000 vecchi dollari per un nuovo dollaro. L'unità di base del nuovo dollaro taiwanese è chiamata yúan (圓) ed è suddivisa in dieci jiǎo (角), e in 100 fēn (分) o centesimi, anche se in pratica sia jiǎo sia fēn non vengono mai utilizzati.
Ci sono una varietà di nomi alternativi per le unità a Taiwan. L'unità del dollaro è tipicamente scritta in modo informale con il carattere equivalente più semplice come 元, tranne quando la si scrive per transazioni legali come in banca, dove invece viene scritta come 圓. Colloquialmente, l'unità monetaria è chiamata sia 元 (yúan, letteralmente "cerchio") che 塊 (kuài, letteralmente "pezzo") in mandarino, 箍 (kho͘, letteralmente "cerchio") in hokkien, e 銀 (ngiùn, letteralmente "argento") in hakka.
La Banca centrale della Repubblica di Cina ha emesso il nuovo dollaro taiwanese dal 2000. Prima del 2000, la Bank of Taiwan ha emesso banconote come banca centrale de facto tra il 1949 e il 1961, e dopo il 1961 ha continuato a emettere banconote come delegato della banca centrale. La banca centrale ha iniziato a emettere le banconote del nuovo dollaro taiwanese nel luglio 2000 e le banconote emesse dalla Bank of Taiwan sono state ritirate dalla circolazione.